# Laurent Turcot
Pour les articles homonymes, voir Turcot.
Laurent Turcot est un professeur et écrivain québécois. Il est professeur au département des sciences humaines de l'Université du Québec à Trois-Rivières (UQTR) et a été titulaire de la Chaire de recherche du Canada en histoire des loisirs et des divertissements. Turcot a été accusé de plagiat à plusieurs reprises au cours des dernières années,,.  Il travaille occasionnellement comme collaborateur pour la Société Radio-Canada ou encore TVA. Il a également une chaîne de vulgarisation historique sur YouTube, « L'histoire nous le dira »,. Laurent Turcot fait l'objet de plus de 120 allégations de plagiats dans ses publications,,,,. 

## Spécialité
Il est spécialiste en histoire européenne et canadienne du XVIe au XIXe siècle. Il s’intéresse à l’histoire sociale et l’histoire culturelle, plus particulièrement aux loisirs et aux sports sous l’Ancien Régime, comme les théâtres, les cafés, les cabarets, les vauxhalls, les jeux de paume et les promenades. Il se propose de mettre en lumière les sociabilités qui se construisent autour de ces établissements et d’éclairer les nouveaux rapports sociaux qui se constituent à l’époque moderne. Des domaines comme la littérature, l’histoire de l’art et la sociologie sont convoqués pour analyser les caractéristiques particulières de ces divertissements.
Il a publié en 2007 un ouvrage tiré de sa thèse de doctorat : Le promeneur à Paris au XVIIIe siècle, aux éditions Gallimard, et en 2008, aux éditions du Mercure de France, en collaboration avec Arlette Farge, Flagrants délits sur les Champs-Élysées : Les dossiers de police du gardien Federici (1777-1791).

## Expertise historique
Le 6 octobre 2014, la société de jeux vidéo Ubisoft annonce s'être attachée les services de l'historien pour les besoins de son jeu Assassin's Creed Unity. Spécialiste de l'histoire urbaine et de l'histoire culturelle française, Laurent Turcot est consulté notamment sur la physionomie du Paris de la Révolution française ainsi que sur l'ordinaire de la vie quotidienne à cette époque.

## Plaintes pour plagiat
En 2021, une plainte anonyme est déposée pour plagiat contre Laurent Turcot auprès de l'université de Québec à Trois-Rivières portant sur l'ouvrage Sports et loisirs : une histoire des origines à nos jours publié chez Gallimard. Le rapport d'enquête d'un groupe d'experts « dit qu’il y a manquement, qu’il y a plagiat, mais […] juge qu’il n’y a pas de malveillance, parce que les sources étaient référencées, mais elles auraient dû être citées », évitant une sanction à Laurent Turcot.
En décembre 2022, l'auteur Réjean Bergeron émet la proposition selon laquelle le comportement de Laurent Turcot pourrait simplement refléter une tendance en train de s'implanter dans l'environnement intellectuel, où la frontière entre l'emprunt et le plagiat tendrait à se dissoudre.
En mars 2023, de nouveaux cas de possibles plagiats sont révélés, principalement à l'encontre de propos tenus dans des capsules vidéos de sa chaîne YouTube, mettant en pause la publication de son nouveau livre. Parmi les problèmes rencontrés, se trouvent le manque d'un grand nombre de guillemets, ou encore l'utilisation de logiciels anti-plagiat inadéquats. Marwah Rizqy, députée à l'Assemblée nationale du Québec, réagit en affirmant que Laurent Turcot porte « ombrage » au milieu universitaire ; elle recommande à l'UQTR d'étudier rapidement la situation. Dans la même période, il a été accusé de plagiat par une historienne amateure. En réaction à ces diverses accusations, Laurent Turcot reconnaît la présence d'« erreurs involontaires » ou d'« omissions involontaires » de sa part ou de la part de ses collaborateurs, mais affirme également être victime d'un acharnement,.
Le 30 mars 2023, le quotidien Le Devoir a révélé que le livre coécrit par Laurent Turcot et Janette Bertrand a été mis sur pause, en raison des multiples allégations de plagiat visant l’historien.
En octobre 2023, dans un compte-rendu critique de l'ouvrage L'Histoire nous le dira publié dans la revue Rabaska, le linguiste et éditeur Gabriel Martin défend « le droit au bénéfice du doute » de Laurent Turcot, et estime que « des erreurs d'inattention, le remaniement répété des textes et des choix éditoriaux dégagés expliquent plus vraisemblablement les omissions du livre qu'un manque de probité ». Il juge que l'historien a subi des « attaques virulentes [...] d'autant plus discutables que de nombreux documents de vulgarisation ne citent aucune référence, alors que son livre s'appuie pour sa part sur une riche documentation signalée dans un peu plus de 300 notes. »
En début d'année 2024,  le professeur Turcot porte plainte pour harcèlement psychologique sur lieu de travail et dépose un grief contre l'Université du Québec à Trois-Rivière où il travaille. En avril 2024, l'affaire est toujours en cours.

## Prix
- 2019
  - Prix du public, Prix Youtuber d’Histoire 2019, Histoire de lire – BNP Paribas, Versailles
  - Finaliste, Prix de la relève scientifique, Prix du Québec.
  - Prix de la relève scientifique 2018-201, Université du Québec à Trois-Rivières.
  - Médaille Raymond-Blais, Prix Jeunes diplômés de l’Université Laval
- 2018. Membre élu du Collège des nouveaux chercheurs et créateurs en art et en science de la Société royale du Canada.
- 2017
  - Prix du document sportif de l’Association des écrivains sportifs, Comité national olympique et sportif français, pour Sports et Loisirs. Une histoire des origines à nos jours, Paris, Gallimard, 2016.
  - Finaliste pour le prix Wallace J. Ferguson 2017, Société historique du Canada, pour Sports et Loisirs. Une histoire des origines à nos jours, Paris, Gallimard, 2016.
- 2015. Prix d'excellence en enseignement de l'Université du Québec à Trois-Rivières[25][réf. non conforme].

## Publications

### Romans
- L'Homme de l'ombre. Tome 1, Québec 1770, Montréal, Hurtubise, 2018, 330 p.
- L'Homme de l'ombre. Tome 2, L'Invasion de 1775, Montréal, Hurtubise, 2019, 263 p.

### Livres
- Montréal 360. L'Histoire vue du ciel - History from above, Montréal, Éditions Cardinal, 2019.
- avec Dinu Bumbaru, Promenade dans le Passé de Montréal, Montréal, Éditions La Presse, 2017.
- Sports et Loisirs, une histoire des origines à nos jours, Paris, Gallimard, 2016. (coll. « Folio Histoire Inédit »)
- avec Stéphanie Neveu, Vivre et survivre à Montréal au 21e siècle, préface d'Alexandre Taillefer, Québec, Hamac, 2016.
- avec Jean-Clément Martin, Au cœur de la Révolution, les leçons d'histoire d'un jeu vidéo, Paris, Vendémiaire, 2015.  (ISBN 9782 36358 173 0)
- avec Thierry Nootens (dir.), Une histoire de la politesse au Québec. Normes et déviances XVIIe – XXe siècles, Québec, Septentrion, 2015.
- avec Thierry Belleguic (dir.). Les Histoires de Paris (XVIe – XVIIIe siècle), tome 1 et tome 2, Paris, Hermann, 2013.  (ISBN 978 2 7056 8216 3)
- Avec et Christophe Loir (dir.). La promenade au tournant des XVIIIe et XIXe siècles (Belgique – France – Angleterre), Bruxelles, Éditions de l'Université de Bruxelles, 2011. (coll. « Études sur le XVIIIe siècle »).  (ISBN 978-2800415123)
- L'ordinaire parisien des Lumières, Québec, Presses de l'Université Laval, 2010.  (ISBN 9782763792187)
- avec Arlette Farge. Flagrant délit à la promenade des Champs-Élysées, les dossiers Ferdinand de Federici 1777-1791. Paris, Gallimard, 2008. (coll. « Mercure de France »)
- Le promeneur à Paris au XVIIIe siècle. Paris, Gallimard, 2007. (coll. « Le Promeneur »)
- L'homme de l'ombre, Québec 1770. Montréal, Hurtubise, 2018
- L'histoire nous le dira, Tabarnouche, pâté chinois et autres traits culturels du Québec. Montréal, Hurtubise, 2022.
- L'Histoire nous le dira 2, La Conquête, les bungalows et les autres marqueurs de l'identité québécoise. Montréal, Hurtubise, 2024